# Eriocaulon karnatakense
Eriocaulon karnatakense là một loài thực vật có hoa trong họ Cỏ dùi trống. Loài này được S.P.Gaikwad, Sardesai, U.S.Yadav & S.R.Yadav mô tả khoa học đầu tiên năm 2004.